# Воевода, Алексей Иванович
Алексей Иванович Воево́да (род. 9 мая 1980, Калиновица, Варвинский район, Черниговская область, УССР, СССР) — российский бобслеист и армрестлер, серебряный призёр Олимпийских игр 2006 года в четвёрках, бронзовый призёр Олимпийских игр 2010 года в двойках, чемпион мира 2011 года в двойках. До перехода в бобслей стал трёхкратным чемпионом мира и трёхкратным победителем Кубка мира (Nemiroff) среди профессионалов по армрестлингу.
С 2016 года — депутат Государственной думы от партии «Единая Россия», член комитета Госдумы по природным ресурсам, собственности и земельным отношениям.

## Бобслей
Профессиональный бобслеист с 2002 года. На Олимпийских играх 2006 года в Турине Воевода вместе с Филиппом Егоровым, Алексеем Селивёрстовым и Александром Зубковым в составе экипажа-четвёрки завоевал серебряную медаль.
На Олимпийских играх 2010 года в Ванкувере в составе экипажа двойки с Зубковым завоевал бронзовую медаль. После Олимпиады Алексей Воевода объявил о завершении карьеры бобслеиста, но заявил, что в спорте он остается.
Алексей Воевода воссоединился в составе экипажа на Олимпийских играх в Сочи всего лишь за месяц до стартов.
На Олимпийских играх 2014 года в Сочи завоевал две золотые медали — в составе экипажа-двойки во главе с Александром Зубковым и в составе экипажа-четверки так же во главе с Зубковым. Но в декабре 2017 года решением МОК лишён наград за нарушение антидопинговых правил.
В 2015 году Воевода заявил, что после Олимпийских игр в Сочи уходит из бобслея в армрестлинг: «Цыпленков и Пушкарь уже заскучали без меня». Придерживается вегетарианской диеты, утверждая, что отказ от мяса помог ему улучшить спортивные результаты и самочувствие.

## Армрестлинг
24 февраля 2016 года, вернувшись в соревновательный армрестлинг, проиграл 6-ти раундовый армфайт ветерану армрестлинга Тиму Бреснану.

## Политическая деятельность
По итогам праймериз, выдвинут кандидатом в депутаты Государственной думы РФ по партийному списку «Единой России» от Краснодарского края под номером 8, после Выборов 18 сентября 2016 стал депутатом Госдумы, где является членом фракции «Единая Россия» и Комитета по экологии и охране окружающей среды.

## Законотворческая деятельность
С 2016 по 2019 год, в течение исполнения полномочий депутата Государственной Думы VII созыва, выступил соавтором 52 законодательных инициатив и поправок к проектам федеральных законов.

## Дисквалификация
18 декабря 2017 года решением всемирного класса развёрнутого управления спортивных структур Международного олимпийского комитета за нарушение антидопинговых правил лишен двух золотых медалей Олимпийских игр 2014 года в Сочи и пожизненно отстранен от участия в Олимпийских играх. 1 февраля 2018 года Спортивный арбитражный суд заменил решение о пожизненном отстранении от Олимпийских игр на отстранение на одни Зимние Олимпийские игры в Пхёнчхане.

## Награды и спортивные звания
- Орден «За заслуги перед Отечеством» IV степени (24 февраля 2014 года) — за большой вклад в развитие физической культуры и спорта, высокие спортивные достижения на XXII Олимпийских зимних играх 2014 года в городе Сочи[13][14].
- Медаль ордена «За заслуги перед Отечеством» II степени (5 марта 2010 года) — за большой вклад в развитие физической культуры и спорта, высокие спортивные достижения на Играх XXI Олимпиады 2010 года в Ванкувере[15]
- Заслуженный мастер спорта России сразу по двум видам спорта — армрестлингу (2004)[16] и бобслею (2006).
- Звание «Почётного гражданина г. Сочи» — (ноябрь 2010 года).
- Герой труда Кубани (18 февраля 2014 года)[17]